# Жаворонки (городской округ Химки)
Жаворонки — деревня в Московской области России. Входит в городской округ Химки. Население — 70 чел. (2010).

## География
Деревня Жаворонки расположена в центральной части Московской области, на юго-западе округа, примерно в 12 км к северо-западу от центра города Химки и в 34 км к юго-востоку от города Солнечногорска, в 10 км от Московской кольцевой автодороги, на правом берегу реки Горетовки бассейна Москвы-реки. Ближайшие населённые пункты — деревни Подолино и Голиково.

## История
В «Списке населённых мест» 1862 года Жаворонки — владельческая деревня 3-го стана Московского уезда Московской губернии по левую сторону Николаевской железной дороги (из Москвы), в 27 верстах от губернского города, при колодце, с 9 дворами и 56 жителями (25 мужчин, 31 женщина).
По данным на 1890 год входила в состав Черкизовской волости Московского уезда, число душ составляло 78 человек.
В 1913 году в деревне 18 дворов.
По материалам Всесоюзной переписи населения 1926 года — деревня Подолинского сельсовета Ульяновской волости Московского уезда, проживало 158 жителей (93 мужчины, 65 женщин), насчитывалось 25 хозяйства, среди которых 23 крестьянских.
С 1929 года населённый пункт — в составе Сходненского района Московского округа Московской области. Постановлением ЦИК и СНК от 23 июля 1930 года округа как административно-территориальные единицы были ликвидированы.
1929—1932 гг. — деревня Подолинского сельсовета Сходненского района.
1932—1940 гг. — деревня Подолинского сельсовета Солнечногорского района.
1940—1960 гг. — деревня Подолинского сельсовета Химкинского района.
1960—1963 гг. — деревня Подолинского сельсовета Солнечногорского района.
1963—1965 гг. — деревня Подолинского сельсовета Солнечногорского укрупнённого сельского района.
1965—1994 гг. — деревня Подолинского сельсовета Солнечногорского района.
В 1994 году Московской областной думой было утверждено положение о местном самоуправлении в Московской области, сельские советы как административно-территориальные единицы были преобразованы в сельские округа.
В 1994—2004 гг. деревня входила в Подолинский сельский округ Солнечногорского района, в 2005—2019 годах — в Кутузовское сельское поселение Солнечногорского муниципального района, в 2019—2022 годах  — в состав городского округа Солнечногорск, с 1 января 2023 года включена в состав городского округа Химки.

## Население
| 1852 | 1859 | 1890 | 1899 | 1926 | 1966 | 1998 |
| ---- | ---- | ---- | ---- | ---- | ---- | ---- |
| 51   | ↗56  | ↗78  | ↘26  | ↗158 | ↗187 | ↘29  |
| 2002 | 2010 |      |      |      |      |      |
| ↗38  | ↗70  |      |      |      |      |      |